# 6426 Vanýsek
6426 Vanýsek eller 1995 ED är en asteroid i huvudbältet som upptäcktes den 2 mars 1995 av den tjeckiska astronomen Miloš Tichý vid Kleť-observatoriet. Den är uppkallad efter den tjeckiske astronomen Vladimír Vanýsek.
Asteroiden har en diameter på ungefär 4 kilometer och den tillhör asteroidgruppen Nysa.